# ZNF24
ZNF24‏ (Zinc finger protein 24) هوَ بروتين يُشَفر بواسطة جين ZNF24 في الإنسان.